# Вінсент Гложник
Вінсент Гложник (словац. Vincent Hložník, 22 жовтня 1919, Сведерник, Словаччина — 10 грудня 1997, Братислава) — словацький живописець, графік, ілюстратор, скульптор і педагог, брат Фердинанда Гложника. Він один з найважливіших представників словацького образотворчого мистецтва, покоління художників Другої світової війни, представник експресіонізму.
Це один з найважливіших представників словацького образотворчого мистецтва, художник покоління Другої світової війни, молодий авангардист. Він проілюстрував понад сотню творів світової та національної літератури. У своїй роботі він реагував переважно на події Другої світової війни. Про це він розповідає у документальному фільмі «Вінсент Гложник» із серії «Профілі», реалізованому Словацьким телебаченням у Братиславі в 1994 році (сценарій Тетяни Синекової, режисер Федір Бартко).

## Біографія
Вінсент Гложник народився в селі Сведернику, розміщеному приблизно за десять кілометрів нижче за течією від Жиліни над річкою Ваг, на березі якої пройшло його дитинство. У сім'ї було п'ятеро дітей, серед яких він найстарший. Ще в дитинстві він любив малювати і з чотирнадцяти років уже підписував свої твори. Навчався в муніципальній школі Сведерника, пізніше в Жиліні, де його талант виявив вчитель малювання Зденек Балаш.
Професійну освіту здобував у Празі в 1937—1942 роках у Вищій школі прикладного мистецта, тепер Академія мистецтв, архітектури та дизайну в Празі (професори Франтішек Кисела та Йозеф Новак). У 1943 році він повернувся до Словаччини, оселився в Жиліні, пізніше у Сведернику.

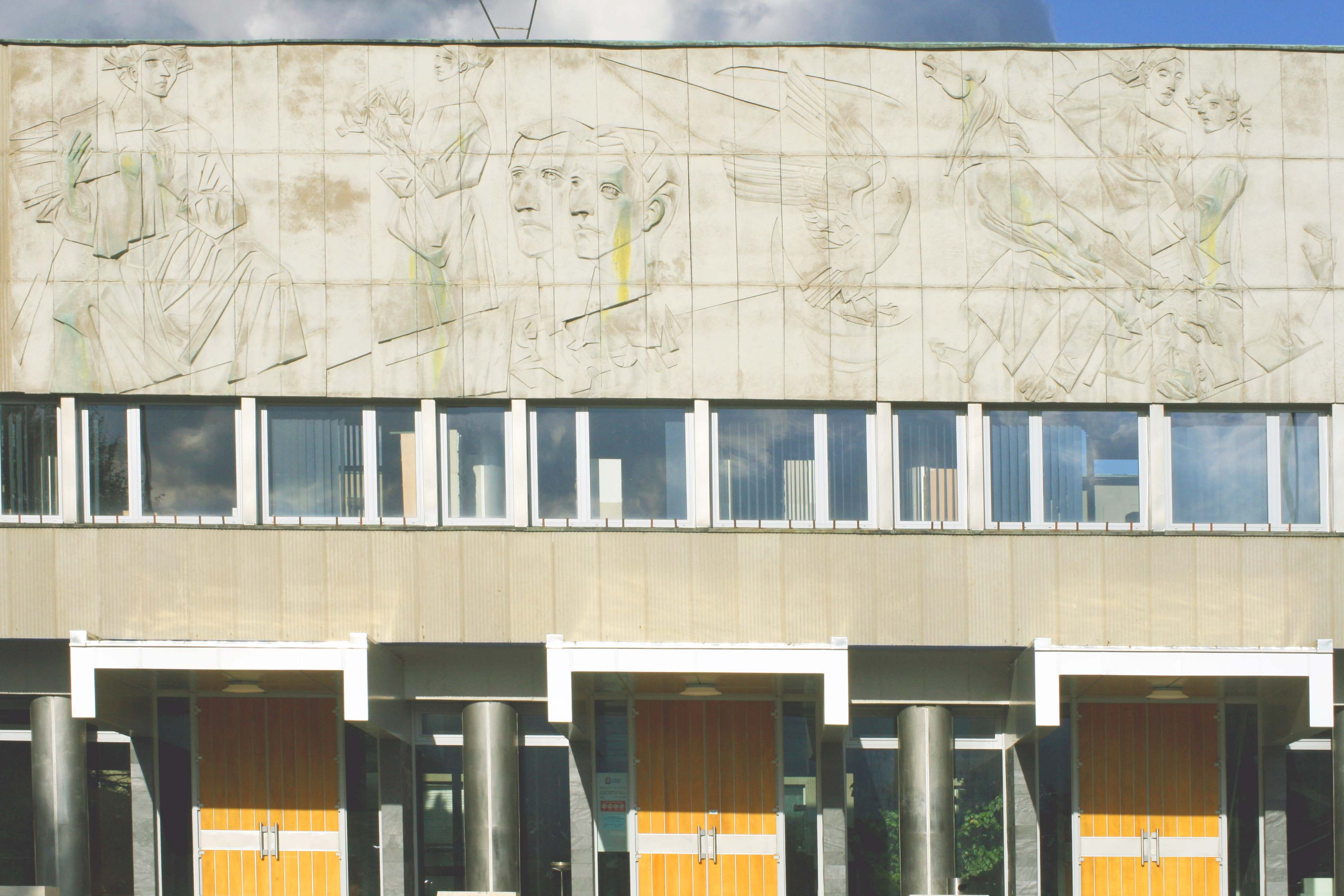
Рельєф на будівлі Національної бібліотеки в Мартіні

У 1945—1949 роках він був членом празької асоціації Mánes, 1945 року він став членом-засновником Групи образотворчих художників 29 серпня. У 1948 році закінчив навчальний візит до Італії. У 1952—1972 роках працював викладачем в Академії образотворчих мистецтв у Братиславі, в період з 1960 по 1964 рік був ректором.
У період нормалізації, у 1972 році, він був змушений залишити школу з політичних причин і почав працювати вільним художником. Він також розробляв графічні проекти для чехословацьких поштових марок.
У 2009 році сім'я Вінсента Гложника подарувала його 799 творів Жилінському самоврядному регіону, а в Поважській галереї мистецтв було відкрито постійну виставку його робіт.

## Картини
- Вечірня балада. 1941. полотно, олія, 490×1190 мм, приватна колекція
- Голова. 1942. акварель, 500×300 мм, приватна колекція
- Вигнаний війною. 1944 р. Темпера, гуаш на папері, 460×680 мм, приватна колекція
- Біженці. 1945 р. Темпера на картоні, 400×850 мм, приватна колекція
- Бики. 1969. темпера, 980×980 мм
- Клітка. 1972. олія на картоні, 660×370 мм
- Люди та хижаки. 1982. 1750×850 мм

## Графіка та ілюстрації
- За Волгою не земля IV. 1960. двоколірна ліногравюра, 220×250 мм, галерея Орава
- Китайські казки II. 1960. кольоровий ліногравюр, 180×255 мм, галерея Орава
- Сонце. 1962 р. Кольорова ксилографія на папері, 530×540 мм, приватна власність
- Одісея. 1963. кольорова літографія, 140×350 мм, галерея Орава
- Фауст II. 1964. ліногравюра, 400×255 мм, галерея Орава
- Зустрічі / Про поезію Л. Новомеського. 1971. ліногравюра, 665×487 мм, SNG
- Вершники. Листок з циклу Апокаліпсис. 1975. 270×185 мм, СНГ
- Коло. 1978. 285×206 мм, СНГ
- Бики. 15.12.1994 поштова марка, ротаційний друк на сталі в поєднанні з глибоким друком, 40×50 мм

## Скульптура

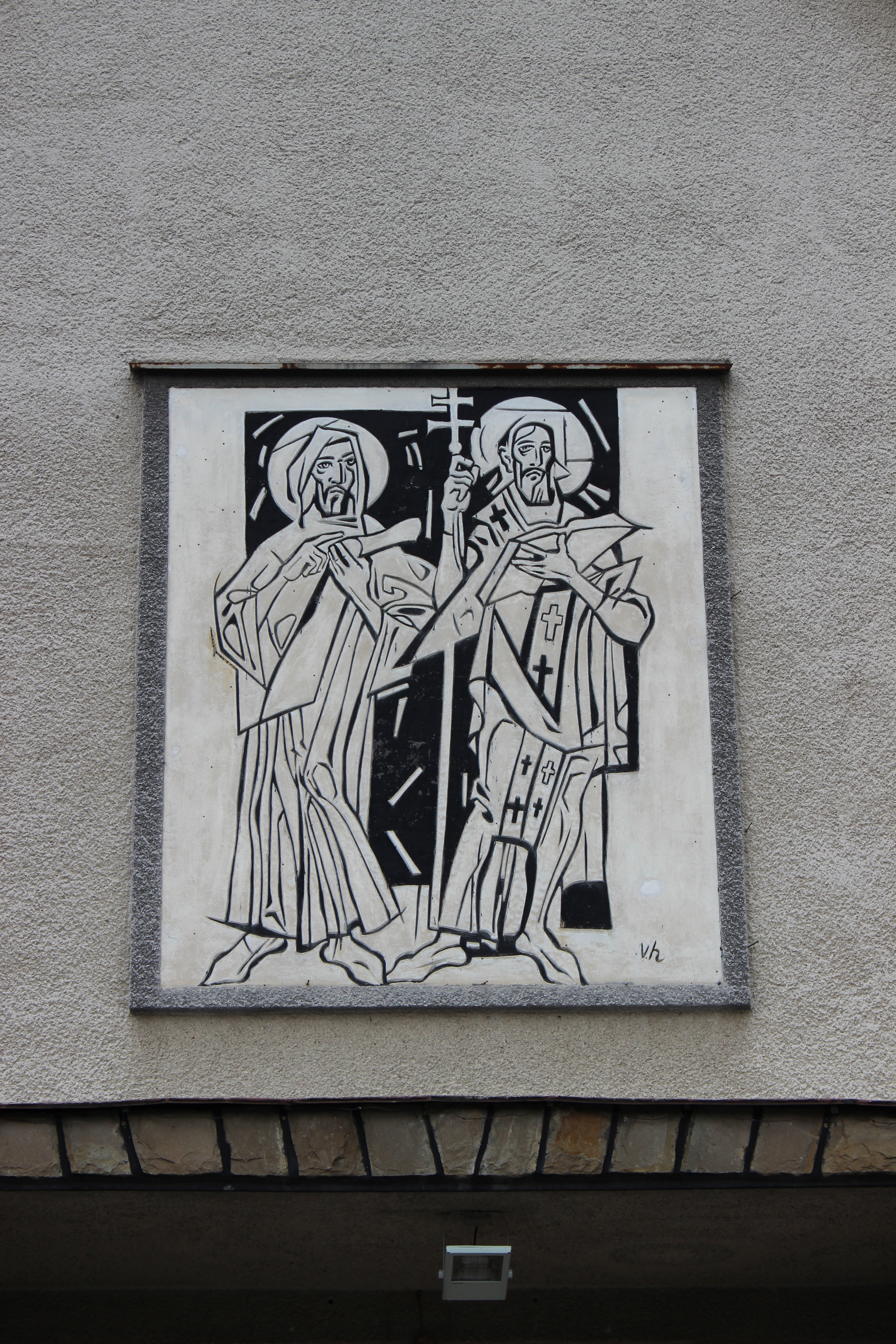
Церква в Новій Бошаці

- Жінка («Донна»), бронза, 400 мм, Художня галерея — Шюргер, ТврдошінТврдошин
- Даная, бронза, Художня галерея — Шюргер, Тврдошин
- Ню І. («Atto I»), бронза, 560 мм, галерея модерн, Ліптовський Мікулаш
- Ню II («Атто I»), бронза, 400 мм, галерея модерн, Ліптовський Мікулаш